# 교덴역
교덴역(일본어: 経田駅)은 일본 도야마현 우오즈시에 위치한 도야마 지방 철도 본선의 철도역이다. 단선 승강장 1면 1선의 구조를 갖춘 지상역이다.

## 이용 현황
| 연도 | 1일 평균 승차 인원 |
| ---- | ------------------ |
| 2010 | 455                |
| 2011 | 464                |
| 2012 | 474                |
| 2013 | 463                |
| 2014 | 438                |
| 2015 | 454                |
| 2016 | 458                |

## 역 주변
- 교덴 어항
- 도야마 현립 우오즈 공업 고등학교
- 가타카이 강

## 역사
- 1936년 10월 1일 : 도야마 전기 철도의 역으로서 개업.
- 1940년 5월 : 도야마 전기 철도의 이시다코 선의 이시다코 역 역사를 해채 이전해, 현 역사 준공.
- 1943년 1월 1일 : 회사 통합에 의해, 도야마 지방 철도의 역이 됨.

## 인접 역
| 도야마 지방 철도 본선      | 도야마 지방 철도 본선 | 도야마 지방 철도 본선          |
| -------------------------- | --------------------- | ------------------------------ |
| 신우오즈 덴테쓰토야마 방면 | ■ 본선                | 덴테쓰이시다 우나즈키온센 방면 |